# NULL (SQL)

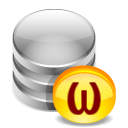
В теории баз данных для обозначения значения NULL используется строчная греческая буква омега (ω)

NULL в СУБД — специальное значение (псевдозначение), которое может быть записано в поле таблицы базы данных (БД). NULL соответствует понятию «пустое поле», то есть «поле, не содержащее никакого значения». Введено для того, чтобы различать в полях БД пустые (визуально не отображаемые) значения (например, строку нулевой длины) и отсутствующие значения (когда в поле не записано вообще никакого значения, даже пустого).
NULL означает отсутствие, неизвестность информации. Значение NULL не является значением в полном смысле слова: по определению оно означает отсутствие значения и может иметь тип NULL или иметь любой другой тип (CREATE TABLE new_tab AS (SELECT NULL) — специальный тип null, CREATE TABLE new_table AS (SELECT 10+NULL) — тип integer). Поэтому NULL не равно ни логическому значению FALSE, ни пустой строке, ни нулю. При сравнении NULL с любым значением будет получен результат NULL, а не FALSE и не 0. Более того, NULL не равно NULL!

## Необходимость NULL в реляционных БД
- Мнение 1: NULL является необходимым и обязательным для любой БД, претендующей на реляционность. В частности без него невозможно корректно построить внешнее соединение (OUTER JOIN) строк из двух таблиц. Именно этой точки зрения придерживался Э. Кодд, явно включив его в качестве третьего из 12 правил для реляционных СУБД. Именно этот принцип закреплён в последних стандартах на язык SQL .
- Мнение 2: Значение NULL не требуется, а его использование — следствие ошибки проектирования БД. В базе данных, разработанной в полном соответствии с критериями нормализации, не может быть полей без значений, а значит, не нужно и специальное псевдозначение для таких полей. На практике, однако, из соображений эффективности, нередко оказывается удобным пренебречь некоторыми из правил нормализации, но одним из видов платы за такое пренебрежение является появление пустых полей, для которых и предназначен NULL[1].

## Использование NULL в БД
В БД, поддерживающих понятие NULL, для поля таблицы при описании определяется, может ли оно быть пустым. Если да, то в это поле можно не записывать никакого значения, и это поле будет иметь значение NULL. Также можно и явно записать в такое поле значение NULL.
Как правило, СУБД не разрешает значение NULL для полей, являющихся частью первичного ключа таблицы. В полях внешних ключей, напротив, NULL допускается. Наличие NULL в поле внешнего ключа может трактоваться как признак отсутствия связанной записи, и для такого внешнего ключа не требуется исполнение правил ссылочной целостности, обязательных для любого другого значения внешнего ключа.

## Операции с NULL
Поскольку NULL не является, в общем смысле, значением, использование его в арифметических, строковых, логических и других операциях, строго говоря, некорректно. Тем не менее, большинство СУБД поддерживают такие операции, но вводят для них специальные правила:
- NULL может присваиваться переменным и записываться в поля, независимо от объявленного типа данных этих переменных (полей);
- NULL может передаваться в процедуры и функции как легальное значение параметра. Результаты выполнения такой процедуры или функции определяются операциями, выполняемыми с параметрами внутри неё.
- Любая операция сравнения с NULL (даже операция «NULL = NULL»), даёт в результате значение «неизвестность» (UNKNOWN). Окончательный результат при этом зависит от полного логического выражения в соответствии с таблицей истинности логических операций. Если сравнение с NULL есть вся логическая операция целиком (а не её часть), то результат её аналогичен FALSE (выражение вида IF <что-то> = NULL THEN <действие1> ELSE <действие2> END IF всегда будет приводить к выполнению действия2).
- Агрегатные и аналитические функции (используемые в SQL в качестве операций на множествах и списках), как правило, игнорируют значения NULL в пользу допустимых значений остальных элементов множества. Например, для функции AVG, предназначенной для нахождения среднего арифметического значения какого-либо выражения, вычисленного для каждой строки из группы, результат получается таким же, как если бы строки, содержащие для этого выражения значение NULL, вообще не содержались бы в группе.
- Существует специальная системная функция или операция (обычно expr IS [NOT] NULL), возвращающая логическое значение «истина» (TRUE), если expr является (не является) NULL и FALSE в противном случае.

Кроме того, могут существовать специальные системные функции для удобного преобразования NULL к определённым значениям, например, в Oracle имеется системная функция NVL, которая возвращает значение своего параметра, если он не NULL, или значение по умолчанию, если операнд — NULL. В стандарте SQL-92 определены две функции: NULLIF и COALESCE, поэтому их использование является более предпочтительным (если конкретная СУБД их реализует).